# Paula
För andra betydelser, se Paula (olika betydelser).

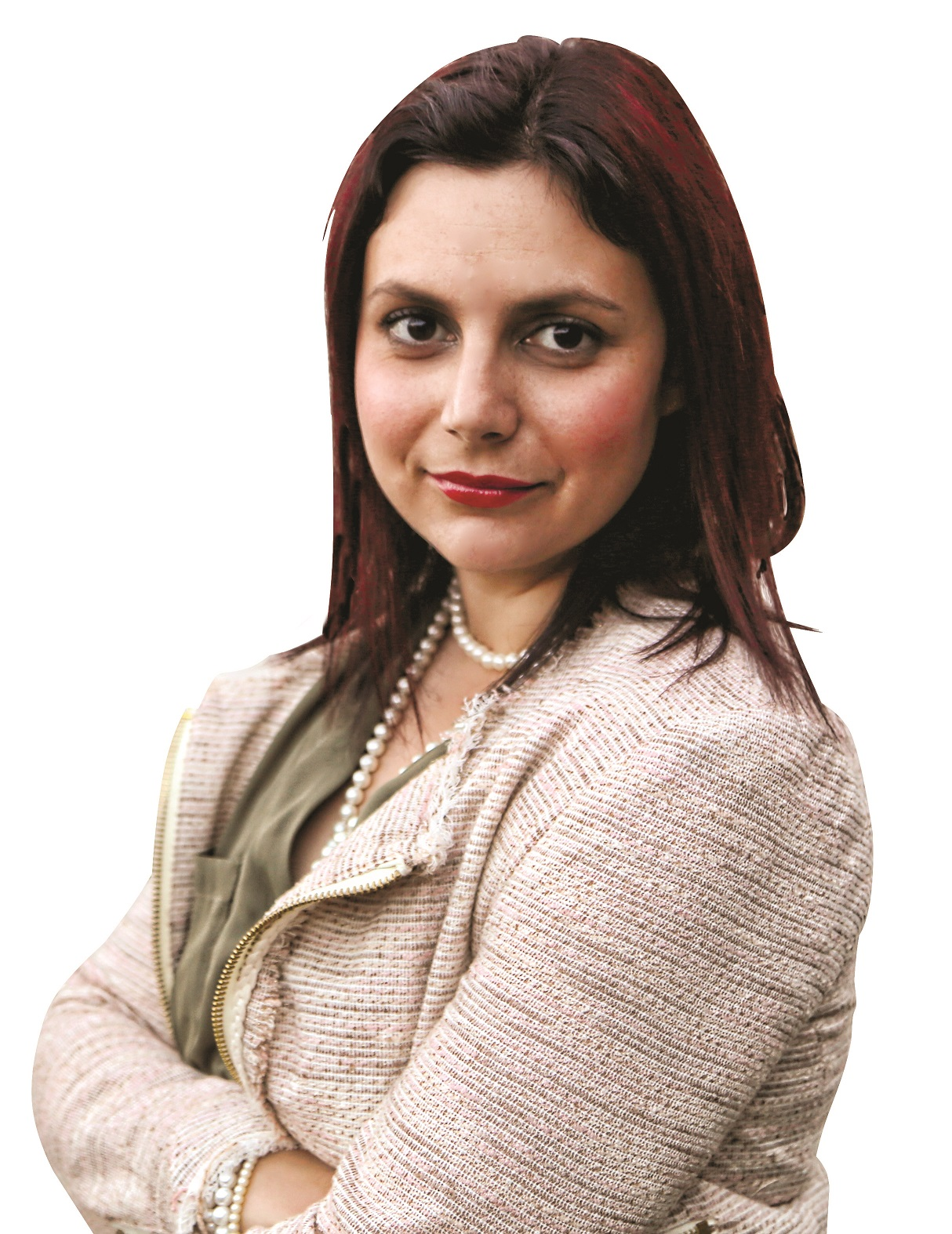
Paula Bieler Eriksson, 2013.

Kvinnonamnet Paula är en feminin form av Paulus och betydelsen är 'den lilla' eller 'den ringa'. Se även Paulina. Namnet har använts i Sverige sedan 1700-talet. 
Paula var ett ganska vanligt namn fram till mitten av 1990-talet. Numera ligger namnet på en plats mellan 150 och 200 på topplistan.[källa behövs] Den 31 december 2012 fanns det totalt 5880 kvinnor och två män i Sverige med förnamnet Paula. Det fanns även 2 män med namnet, varav 1 hade det som tilltalsnamn/förstanamn. År 2003 fick 60 flickor namnet, varav 23 fick det som tilltalsnamn.
Namnsdag i Sverige: 22 juni, (1986–1992: 25 januari), tillsammans med Paulina. I den finlandssvenska namnsdagslängden har Paula namnsdag 22 juni sedan 1950, tillsammans med Paulina.

## Personer med namnet Paula
- Paola av Belgien, drottning av Belgien 1993-2013
- Sankta Paula (347–404), romerskt helgon
- Paula Abdul, amerikansk popsångerska
- Paula Bieler, riksdagsledamot för Sverigedemokraterna
- Paula Koivuniemi, finsk popsångerska
- Paula Modersohn-Becker, tysk konstnär inom tidig modernism
- Paula Müntzing, rytmikpedagog
- Paula Pennsäter, sångerska
- Paula Radcliffe, brittisk långdistanslöpare
- Paula Rego, portugisisk målare och grafiker
- Paula Seling, rumänsk sångerska
- Paula Vesala, finsk sångare och frontfigur i PMMP